# Turośl (Pisz)
Turośl (deutsch Turoscheln, 1938–1945 Mittenheide) ist ein Dorf in der polnischen Woiwodschaft Ermland-Masuren und gehört zur Gmina Pisz (Stadt- und Landgemeinde Johannisburg) im Powiat Piski (Kreis Johannisburg).

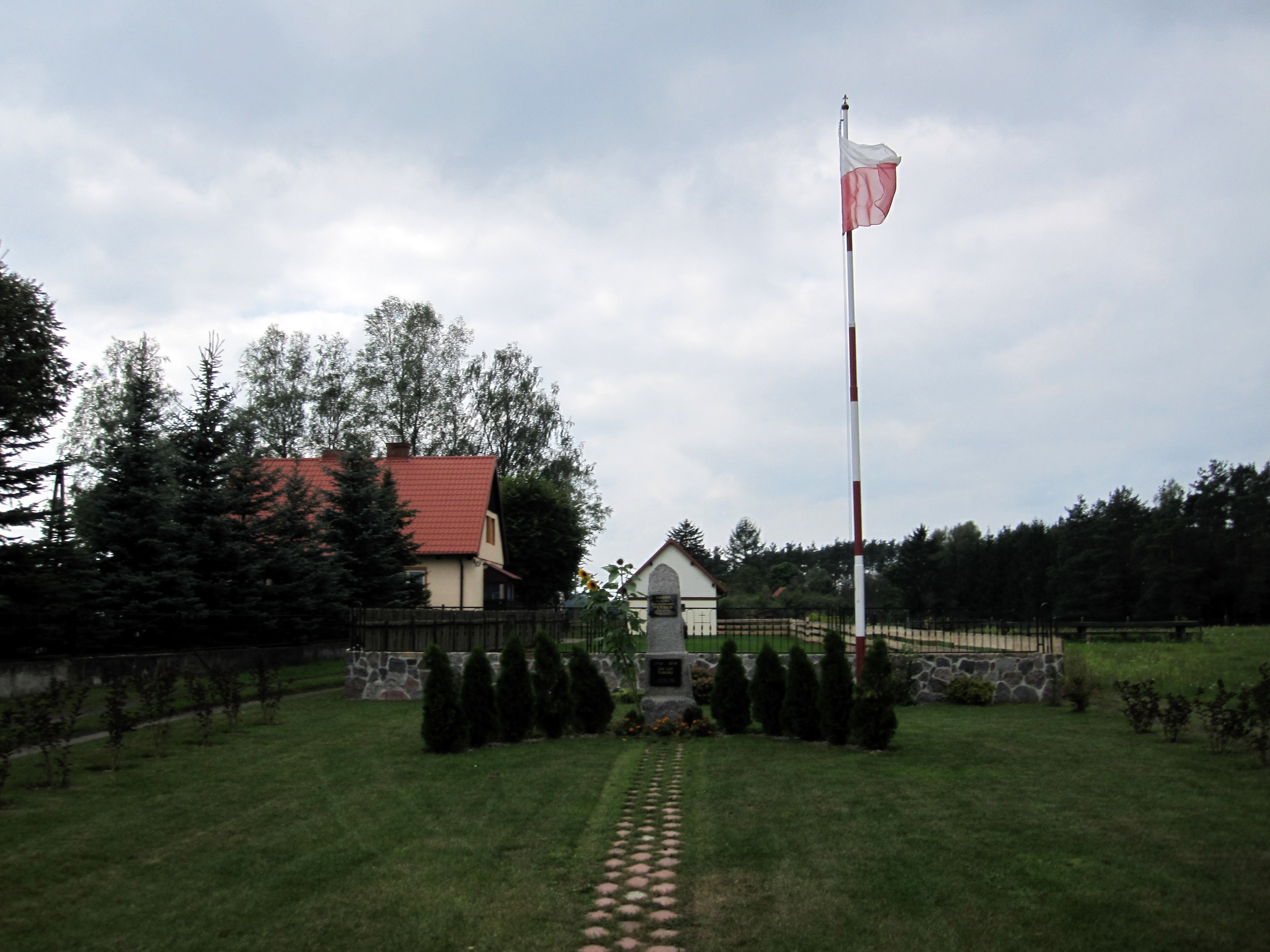
Denkmal in Turośl

## Geographische Lage
Turośl liegt in der südöstlichen Woiwodschaft Ermland-Masuren, 19 Kilometer südwestlich der Kreisstadt Pisz (deutsch Johannisburg) und drei Kilometer nördlich der Woiwodschaftsgrenze nach Podlachien, die hier bis 1939 deutsch-polnische Staatsgrenze war.

## Geschichte

### Ortsgeschichte
Im Jahre 1716 wurde das nach 1785 Thuroschlen, bis nach 1898 Groß Turoscheln und bis 1938 Turoscheln genannte Dorf als Schatullsiedlung gegründet.
Am 8. April 1874 wurde Turoscheln Amtsdorf und damit namensgebend für einen Amtsbezirk, der – ab 15. November 1938 „Amtsbezirk Mittenheide“ genannt – bis 1945 bestand und zum Kreis Johannisburg im Regierungsbezirk Gumbinnen (ab 1905: Regierungsbezirk Allenstein) in der preußischen Provinz Ostpreußen gehörte.
Mit seinen Ortschaften bzw. Wohnplätzen Dziadtken (1938–1945 Jagdwiesen, polnisch Dziadki), Eichenwalde (Dębniak) und Klein Turoscheln (Turośl Mała) zählte Turoscheln im Jahre 1905 insgesamt 541 Einwohner.
Die Zahl verringerte sich bis 1933 leicht auf 518.
Aufgrund der Bestimmungen des Versailler Vertrags stimmte die Bevölkerung im Abstimmungsgebiet Allenstein, zu dem Turoscheln gehörte, am 11. Juli 1920 über die weitere staatliche Zugehörigkeit zu Ostpreußen (und damit zu Deutschland) oder den Anschluss an Polen ab. In Turoscheln (einschließlich Försterei) stimmten 420 Einwohner für den Verbleib bei Ostpreußen, auf Polen entfielen keine Stimmen.
Am 3. Juni (amtlich bestätigt am 16. Juli) 1938 wurde Turoscheln aus politisch-ideologischen Gründen der Abwehr fremdländisch klingender Ortsnamen in „Mittenheide“ umbenannt. Die Einwohnerzahl belief sich 1939 auf 519.
In Kriegsfolge kam Turoscheln resp. Mittenheide 1945 mit dem gesamten südlichen Ostpreußen zu Polen und erhielt die polnische Namensform „Turośl“. Heute ist das Dorf Sitz eines Schulzenamtes (polnisch Sołectwo) im Verbund der Stadt- und Landgemeinde Pisz (Johannisburg) im Powiat Piski (Kreis Johannisburg), bis 1998 der Woiwodschaft Suwałki, seither der Woiwodschaft Ermland-Masuren zugehörig. Im Jahre 2011 zählte Turośl 115 Einwohner.

### Amtsbezirk Turoscheln/Mittenheide (1874–1945)
Der 1874 errichtete Amtsbezirk Turoscheln bestand bei seiner Gründung aus acht Kommunen, am Ende waren es noch sechs:
| Name              | Änderungsname 1938 bis 1945 | Polnischer Name | Bemerkungen                                                                            |
| ----------------- | --------------------------- | --------------- | -------------------------------------------------------------------------------------- |
| Dziadtken         | Jagdwiesen                  | Dziadki         | 1875 mit Turoscheln zur neuen Landgemeinde Turoscheln zusammengeschlossen              |
| Erdmannen         |                             | Ciesina         | 1875 mit Hirschtal zur neuen Landgemeinde Erdmannen zusammengeschlossen                |
| Heydik            | Heidig                      | Hejdyk          |                                                                                        |
| Hirschtal         |                             | Jelonek         | 1875 mit Erdmannen zur neuen Landgemeinde Erdmannen zusammengeschlossen                |
| Karpa             | Karpen                      | Karpa           |                                                                                        |
| Klein Spalienen   | Spallingen                  | Spaliny Małe    |                                                                                        |
| Turoscheln, Dorf  | Mittenheide                 | Turośl          |                                                                                        |
| Turoscheln, Forst |                             |                 | 1929 im Gutsbezirk Johannisburger Heide, Anteil Kreis Johannisburg, Forst, aufgegangen |

Am 1. Januar 1945 bildeten die Gemeinden Erdmannen, Heidig, Karpen, Mittenheide, Spallingen und Johannisburger Heide, Anteil Kreis Johannisburg, Forst, den inzwischen umbenannten Amtsbezirk Mittenheide.

## Kirche

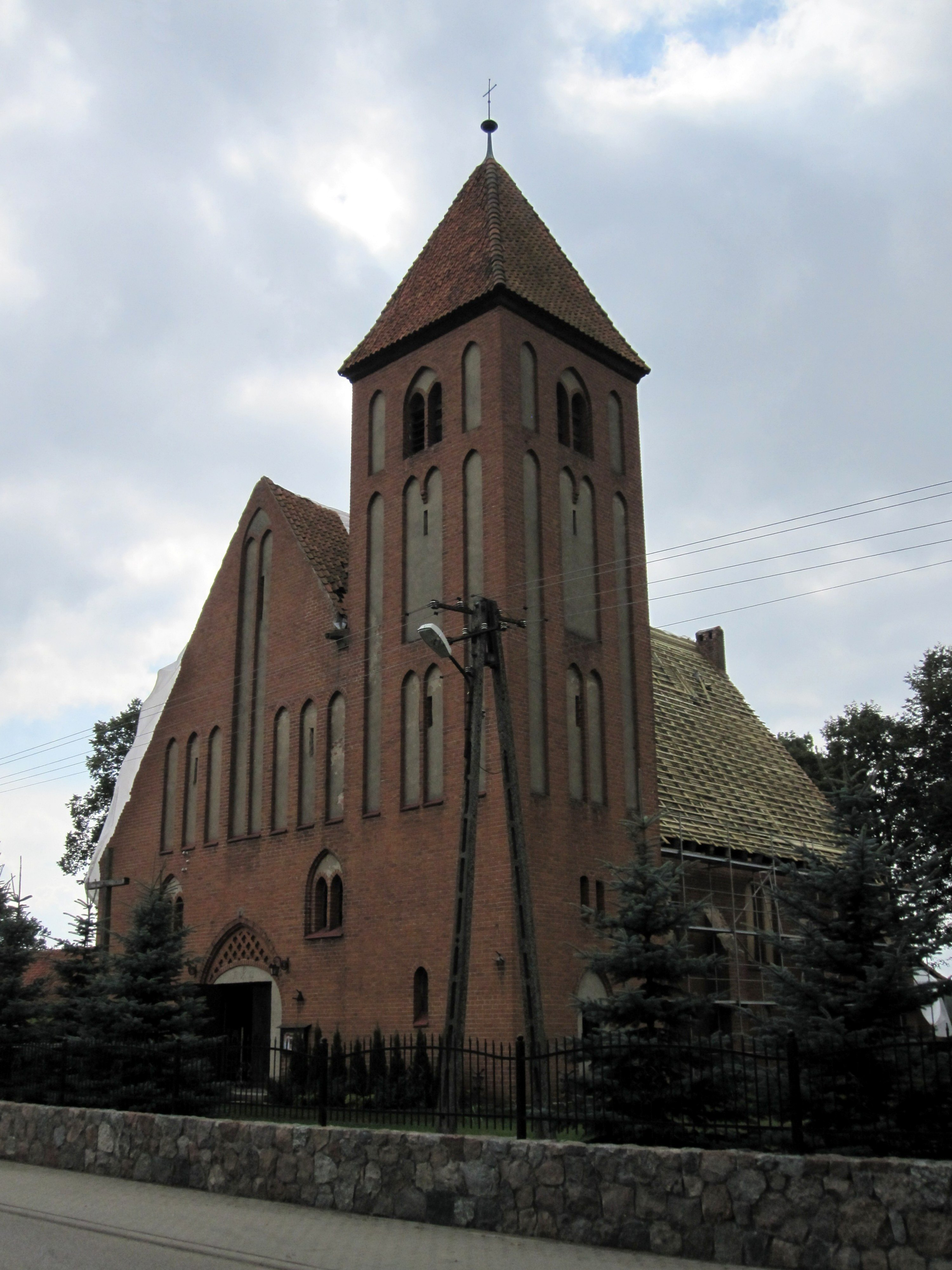
Die Kirche in Turośl

### Kirchengebäude
Die Kirche in Turośl wurde 1907 bis 1908 als Nachfolgebau für eine 1848 errichtete Holzkirche (später als Gemeindehaus genutzt) aus Backsteinen mit seitwärts stehendem Turm gebaut. Ursprünglich evangelisches Gotteshaus, ist der Bau heute römisch-katholische Pfarrkirche und der Gottesmutter von Tschenstochau gewidmet.

### Kirchengemeinde

#### Evangelisch
In Turoscheln wurde 1848 eine evangelische Kirchengemeinde mit einem weitflächigen Kirchspiel gegründet. Sie gehörte bis 1945 zum Kirchenkreis Johannisburg in der Kirchenprovinz Ostpreußen der Kirche der Altpreußischen Union. Flucht und Vertreibung der einheimischen Bevölkerung setzten nach 1945 der Arbeit der evangelischen Kirchengemeinde ein Ende. Die wenigen evangelischen Einwohner Turośl orientieren sich heute zur Kirche in Pisz (Johannisburg) in der Diözese Masuren der Evangelisch-Augsburgischen Kirche in Polen.

#### Römisch-katholisch
Vor 1945 lebten nur wenige Katholiken in der Region Turoscheln/Mittenheide. Sie waren in die Kirche in Johannisburg eingepfarrt und gehörten zum Dekanat Masuren II (Sitz: Johannisburg) im damaligen Bistum Ermland. Nach dem Krieg bildete sich aufgrund mehrheitlich katholischer polnischer Neubürger in Turośl eine eigene Gemeinde, die 1962 zur Pfarrgemeinde erhoben wurde. Sie nutzt das jetzt Kościół pw. Matki Bożej Częstochowskiej („Kirche der Gottesmutter von Częstochowa“) genannte früher evangelische Gotteshaus als Pfarrkirche und gehört zum Dekanat Pisz im Bistum Ełk der Römisch-katholischen Kirche in Polen. Zur Pfarrei gehört die Filialkirche in Karwica (Kurwien).

## Schule
Als 1848 in Turoscheln eine Kirchengemeinde gegründet wurde, errichtete man gleichzeitig hier eine Schule.

## Verkehr
Turośl liegt an einer Nebenstraße, die von der Kreisstadt Pisz über Karpa (Karpa, 1938–1945 Karpen) bis nach Łyse in der Woiwodschaft Podlachien führt. Innerorts endet ein aus dem Nachbarort Zdunowo (Sdunowen, 1938–1945 Sadunen) kommender Landweg. Eine Bahnanbindung besteht nicht.